# 埃皮耶 (埃纳省)
埃皮耶（法語：Épieds，法語發音：[epje] ⓘ）是法国上法蘭西大區埃纳省的一个市镇，属于蒂耶里堡区。

## 地理
埃皮耶（49°6'23"N, 3°26'41"E）面积18.66 平方千米，位于法国上法蘭西大區埃纳省，该省份为法国北部内陆省份，北起北部省，西接索姆省和瓦兹省，东临阿登省和马恩省，西南至塞纳-马恩省，东北部与比利时接壤。
与埃皮耶接壤的市镇（或旧市镇、城区）包括：伯瓦尔德、贝聚圣日耳曼、布雷西、沙尔泰沃、宽西、蒙圣佩尔、韦尔迪伊。

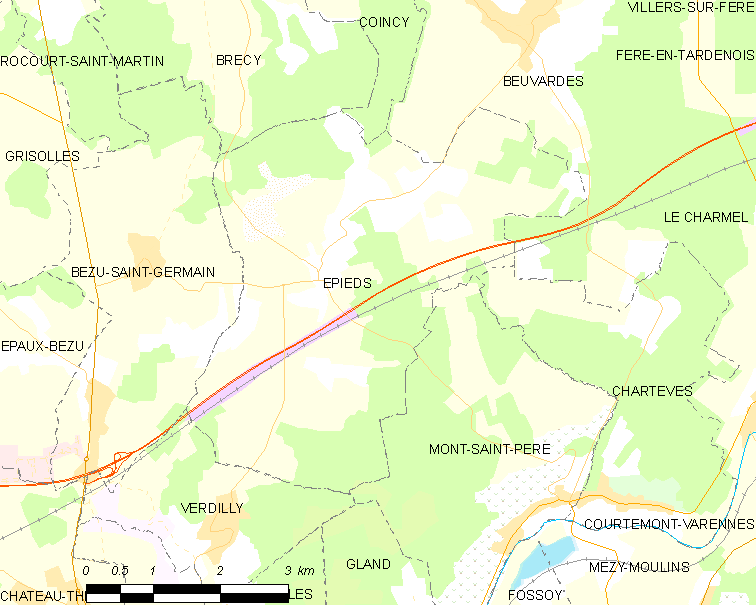
的OSM定位图

埃皮耶的时区为UTC+01:00、UTC+02:00（夏令时）。

## 行政
埃皮耶的邮政编码为02400，INSEE市镇编码为02280。

## 政治
埃皮耶所属的省级选区为蒂耶里堡县。

## 人口

1962-2008年间人口变化图示

埃皮耶于2022年1月1日时的人口数量为411人。